# Okusama ga Seito Kaichō!
Minha Esposa é a Presidente do Conselho Estudantil ([My Wife is the Student Council President] Erro: {{japonês}}: o texto tem marcação itálica (ajuda), [おくさまが生徒会長！] Erro: {{japonês}}: texto da transliteração contém caractere não latino (pos 1) (ajuda), Okusama ga Seito Kaichō!) é uma série de mangá japonês escrito por Yumi Nakata. Começou a ser publicado pela na revista de mangá shōnen Comic Rex da Ichijinsha a partir de 2011 e foi coletado em sete volumes tankōbon. A história foi inicialmente apresentada em 2007 como Okusama wa Seito Kaichō (奥さまは生徒会長), que foi publicado em um único volume tankōbon pela Jitsugyo no Nihon Sha, Ltd. nesse mesmo ano. Uma adaptação em anime pelo Seven (Estudio) estreou em julho de 2015.

## Enredo
Hayato Izumi concorre para ser presidente do conselho estudantil em sua nova escola, mas perde a disputa para Ui Wakana, uma menina alegre e carismática, que se compromete em liberar o amor no campus, e lança preservativos para o público durante seu discurso de eleição. Ele acaba se tornando o vice-presidente do conselho estudantil. Logo descobre que, devido a um acordo entre seus pais, Ui vai ser sua noiva, e eles começam a viver juntos. Ele tenta manter sua coabitação em segredo da escola e de toda liderança feminina do conselho estudantil, enquanto corta progressivamente os avanços amorosos e sexuais de Ui em casa. Mas infelizmente, ele acaba atraindo a atenção da chefe do comitê de disciplina Rin Misumi, que mais tarde se muda, tornando-se sua vizinha com sua irmã, Kei, a enfermeira da escola.